# Джо (фильм, 2013)
«Джо» (англ. Joe) — драма режиссёра Дэвида Гордона Грина, вышедшая на экраны в 2013 году. Экранизация романа Ларри Брауна. Фильм принимал участие в конкурсной программе Венецианского кинофестиваля, где получил специальную награду фонда имени Кристофера Смитерса (Дэвид Гордон Грин) и приз Марчелло Мастроянни (Тай Шеридан).

## Сюжет
Главный персонаж, бывший преступник, который совершенно неожиданно становится своего рода наставником 15-летнего Гэри Джонса, старшего ребёнка в семье бездомных, управляемой отцом-пьяницей. Вместе Джо и Гэри пытаются найти дорогу к лучшей жизни в маленьком и забытом Богом городишке, расположенном в штате Миссисипи.

## В ролях
- Николас Кейдж — Джо
- Тай Шеридан — Гэри
- Гэри Поултер — Уэйд, отец Гэри
- Ронни Джин Блевинс — Вилли
- Эдриен Мишлер — Конни
- Брайан Мэйс — Джуниор
- Сью Рок — Мерль

## Съёмки
Съёмки длились с 1 ноября по 17 декабря 2012 года. С 17 декабря начался постпродакшн картины.